# Leaders Not Followers: Part 2
| Recensione | Giudizio |
| ---------- | -------- |
| AllMusic   |          |

Leaders Not Followers: Part 2 è un album del gruppo grindcore britannico dei Napalm Death, pubblicato il 23 agosto 2004.
Esattamente come l'EP che costituiva la prima parte, il disco in questione contiene esclusivamente cover di canzoni hardcore e metal.

## Tracce
1. Lowlife – 2:22 (Cryptic Slaughter)
2. Face Down in the Dirt – 1:27 (The Offenders)
3. Devastation – 2:51 (Devastation)
4. Messiah – 3:29 (Hellhammer)
5. Victims of a Bomb Raid – 2:30 (Anti Cimex)
6. Fright Night – 4:03 (Wehrmacht)
7. War's No Fairytale – 1:18 (Discharge)
8. Conform – 1:58 (Siege)
9. Master – 2:23 (Master)
10. Fire Death Fate – 3:18 (Insanity)
11. Riot of Violence – 4:40 (Kreator)
12. Game of the Arseholes – 1:23 (Anti Cimex)
13. Clangor of War – 2:32 (Massacre)
14. Dope Fiend – 1:36 (Attitude Adjustment)
15. I'm Tired – 0:52 (Die Kreuzen)
16. Troops of Doom – 2:29 (Sepultura)
17. Bedtime Story – 2:24 (The Dayglo Abortions)
18. Blind Justice – 1:06 (Agnostic Front)
19. Hate, Fear and Power – 0:28 (Hirax)

## Formazione
- Mark "Barney" Greenway - voce
- Shane Embury - basso, voce
- Mitch Harris - chitarra, voce
- Danny Herrera - batteria